# Hopefully im doing well
Hopefully im doing well es el sexto álbum de estudio del rapero marroquí Beny Jr. Fue publicado el 26 de agosto de 2024 bajo el sello discográfico independiente LF BABYS.

## Antecedentes y lanzamiento
El rapero venía de sacar el mismo año el disco Anti Social Cool Kid, un álbum centrado en su etapa sentimental. El 26 de agosto de 2024, publicó el disco que contiene un total de 14 sencillos que protagonizó en solitario. Su tema más destacado fue «Beso prohibido», con más de 21 millones de reproducciones en Spotify, seguido por «Ushubaby» con 7,5m. Tras la publicación del disco el artista anunció conciertos en España para la presentación de su álbum.

## Recepción
El álbum se posicionó en el top 10 en las listas de España, precisamente en el top 5, por detrás de los álbumes de Saiko, Karol G, Myke Towers y Sabrina Carpenter. Los medios digitales describieron el álbum como uno de los más maduros del artista, con una producción cuidada e instrospectiva. Los géneros del álbum fueron descriptos por la prensa como una combinación de sonidos que parten del hip hop marroquí y se combinan con el drill y afrobeat.

## Lista de canciones
Todas las letras escritas por Beny Junior.
| Hopefully im doing well |                            |          |  |
| N.º                     | Título                     | Duración |  |
| 1.                      | «MoneyMaker»               | 3:25     |  |
| 2.                      | «Si Fa Sol (escala de Fa)» | 2:54     |  |
| 3.                      | «EspanInglish»             | 3:18     |  |
| 4.                      | «Four Seasons»             | 2:38     |  |
| 5.                      | «Escacs»                   | 2:40     |  |
| 6.                      | «Waya Waya»                | 2:35     |  |
| 7.                      | «FentaVoice»               | 3:08     |  |
| 8.                      | «Beso prohibido»           | 2:32     |  |
| 9.                      | «No Juju pls»              | 3:01     |  |
| 10.                     | «Ushubaby»                 | 2:50     |  |
| 11.                     | «Jokerman»                 | 2:17     |  |
| 12.                     | «Mr. Gazawi»               | 2:22     |  |
| 13.                     | «Top Cheff»                | 2:55     |  |
| 14.                     | «Kayuke»                   | 2:44     |  |
| 39:25                   |                            |          |  |